# Ente Fauna Siciliana
L'Ente Fauna Siciliana è una associazione naturalistica di ricerca e conservazione fondata a Noto, il 31 gennaio 1973.
Attualmente l'Associazione ha numerose sezioni nella Sicilia centro-orientale (Avola, Canicattini Bagni, Catania, Floridia, Modica, Noto, Rosolini, Siracusa) e alcune delegazioni (Agrigento, Buccheri, Enna, Gravina di Catania, Palazzolo Acreide, Palermo).
È associata alla Federazione Nazionale Pro Natura, associazione di protezione ambientale riconosciuta a livello nazionale dal Ministero dell'Ambiente. Inoltre, è stata riconosciuta come tale anche dalla Regione Siciliana.
L'associazione dispone di un proprio corpo di guardie ecologiche (GG.EE.VV.) dedite alla vigilanza del territorio. Inoltre, fornisce un servizio di guida naturalistica all'Azienda Foreste Demaniali di Siracusa nelle riserve naturali di Vendicari e a Pantalica/Valle dell’Anapo.

## Attività
L'Ente Fauna siciliana svolge attività in difesa della natura (emergenze geomorfologiche, paesaggistiche, ecosistemi e preesistenze archeologiche ed etnologiche o comunque di valenza culturale), tramite mostre, proiezioni, conferenze, convegni, pubblicazioni, escursioni, visite, ricerche scientifiche.
L'associazione ha pubblicato, per conto dei relativi organismi di gestione, monografie sulle riserve naturali di Vendicari, Cavagrande del Cassibile, Pantalica-Valle dell'Anapo, Isola di Capo Passero.
In collaborazione con gli autori di Geo & Geo, programma televisivo di Raitre, ha realizzato nella regione iblea due documentari dal titolo L'ultima oasi (1999, 1º classificato al Festival cinematografico di Cannes), e Terre d'oriente (2000). Numerose collaborazioni con il programma televisivo Lineablu (Raiuno) hanno spesso consentito agli autori di raccontare le peculiarità del territorio ibleo.
Dal 1992 pubblica il periodico bimestrale Grifone.